# Ares Lusitano
Ares Lusitani ou Ares Lusitano era o deus dos cavalos e cavaleiros na mitologia lusitana. Era certamente uma divindade de origem greco-romana adicionada tardiamente ao panteão autóctone, ao qual eram sacrificados animais como carneiros e cavalos.